# Saha-gu

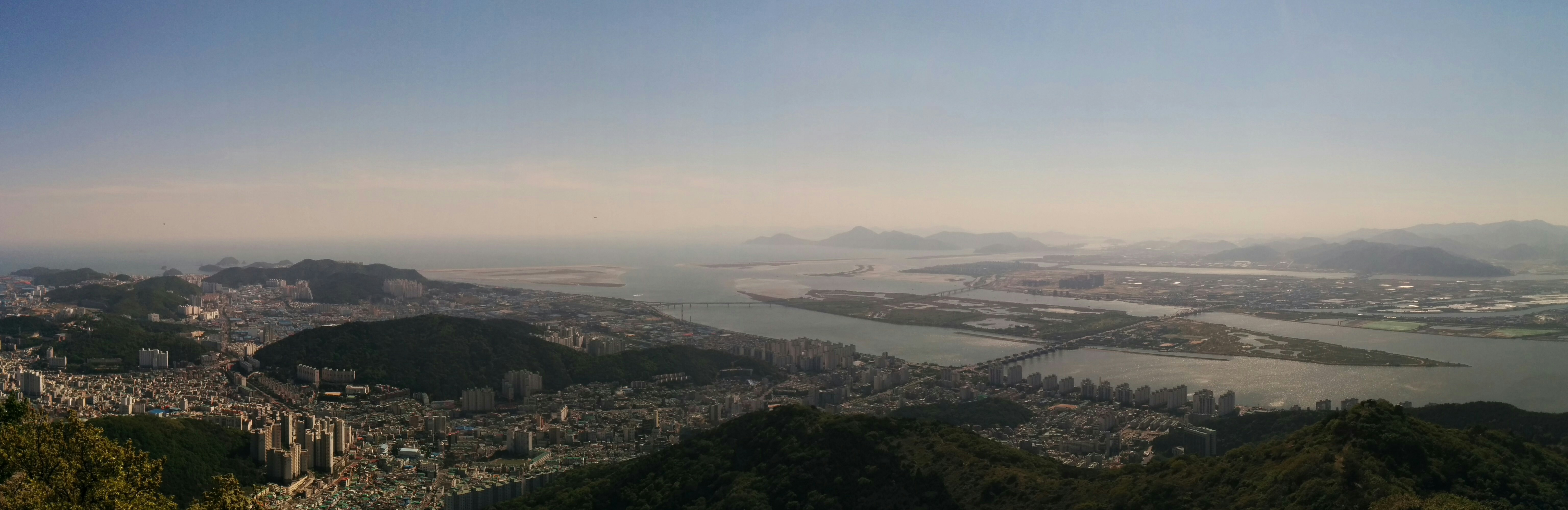
Panorama du district de Saha

Saha ( coréen : 사하구 ; RR : Saha-gu    ) est un arrondissement de l'ouest de Busan, en Corée du Sud. Il a une superficie de 41,77 km² et une population d'environ 293 000 habitants. Environ un tiers de la superficie du territoire est recouvert de forêt. Le district de Saha est devenu un gu de Busan en 1983. Il abrite le campus Seunghak de l'Université Dong-A.

## Divisions administratives

Divisions administratives

Saha était initialement constitué de huit quartiers (dong), mais ces derniers, pour des raisons administratives, ont été subdivisés en 16 sous-quartiers (dong administratif).
- Goejeong-dong (4 dong administratif)
- Dangni-dong
- Hadan-dong (2 dong administratif)
- Sinpyeong-dong (2 dong administratif)
- Jangnim-dong (2 dong administratif)
- Dadae-dong (2 dong administratifs)
- Gupyeong-dong
- Gamcheon-dong (2 dong administratif)

## Quartiers jumelées
- Dongli, Chine